# 1590
1590. је била проста година.